# Drugie życie (film 2000)
Drugie życie (ang. "Second Life") – francuski film fabularny z 2000 roku w reżyserii Patricka Braoudé, który również gra główną rolę w tym filmie, którego akcja rozgrywa się w okresie piłkarskich mistrzostw świata 1982 oraz 1998.
Zdjęcia do filmu powstały w Paryżu i w Maroku i odbywały się również pod tytułami Le 11e commandement (The 11th  Commandment) oraz Mon futur et moi (My Future and Me).

## Fabuła
8 lipca 1982 roku. Półfinał mistrzostw świata 1982 na Estadio Ramón Sánchez Pizjuán w Sewilli. Reprezentacja Francji przegrywa 5:4 w rzutach karnych z reprezentacją RFN mimo prowadzenia w dogrywce 1:3, co we Francji uznano za narodową tragedię.
Vincent (Patrick Braoudé) jest 30-letnim, lecz niedojrzałym mężczyzną. Kiedy Laurie (Maria de Medeiros) – kobieta, którą kocha, prosi go o założenie rodziny, nie jest w stanie podjąć decyzji. Trudno mu również zdecydować o wznowieniu rodzinnej firmy, nawiązaniu kontaktu z Forsanem (Thierry Lhermitte), swoim przyjacielem z dzieciństwa, czy o zakupie jednej pary butów. Tego samego wieczoru uczestniczy w wypadku samochodowym, w wyniku którego Vincent przenosi się w czasie – 16 lat później, 12 lipca 1998 roku, kiedy to tysiące Francuzów świętują zdobycie przez swoją reprezentację mistrzostwa świata po wygranej 3:0 w finale na Stade de France w Saint-Denis z reprezentacją Brazylii. Feta odbywa się na Wieży Eiffla, na której Vincent jest mylony z Brazylijczykiem, potem uważany za głupca, kiedy pyta o powody świętowania.
Vincent ma również pewne trudności z opanowaniem faktu, takich jak m.in.: że Jacques Chirac jest prezydentem Francji, a kafejki internetowe są modne. Jego ojciec (Wojciech Pszoniak) sprzedał rodzinny sklep za pizzerię, a Ronny (Daniel Russo) został w niej kierowcą. Ma również trudności, kiedy odkrywa, że jest żonaty z Sonią (Isabelle Candelier), ojcem i dyrektorem generalnym kapitalistą, a także jest chciwy i nikczemny. Jego syn Cédric (Jimmy Redler) czuje do niego bezgraniczną nienawiść, a Vincenta wciąż niepokoi piękno swojej córki Mariny (Anne Abel). Zszokowany po odkryciu, że stał się wszystkim, czego nienawidził w 1982 roku oraz strawciwszy przyjaciół i Laurie, postanawia zrobić wszystko, by cofnąć się w czasie oraz zmienić swoje życie w celu uniknięcia tej katastrofalnej przyszłości.

## Obsada
- Patrick Braoudé – Vincent
- Maria de Medeiros – Laurie
- Isabelle Candelier – Sonia
- Daniel Russo – Ronny
- Gad Elmaleh – Lionel
- Élie Semoun – Steve Michaud
- Thierry Lhermitte – Forsan
- Sonia Vollereaux – Carole
- Wojciech Pszoniak – Ojciec Vincenta
- Ginette Garcin – Henriette
- Anne Abel – Marina
- Jimmy Redler – Cédric
- Dout – Policjant
- Philippe Lelièvre – Policjant
- Rémy Roubakha – Żyd
- Frédérique Bel – Przyjaciel ojca Vincenta
- Julie Dray – Sekretarka Sylvie
- Malik Zidi – Kelner w kafejce internetowej
- Guila Braoudé – Sarah
- Christophe Landeau – Mężczyzna w budce telefonicznej[2]